# 因藤壽
因藤 壽(いんどう ひさし、1925年12月30日 - 2009年8月8日)は北海道稚内市生まれの現代美術家。
モノクローム絵画が特徴。

## 経歴
1942年、北海道庁立苫小牧工業学校本科電気科（現在の北海道苫小牧工業高等学校）を卒業。卒業後、北海道大学超短波研究所に勤務。
1947年頃より仕事の傍ら、クレヨン画を始める。
その後、喜茂別や倶知安の中学校の教員に転身。道内の美術展に積極的に出品する。
1950年第2回読売アンデパンダン展に出品。以後も継続して出品。
1963年、大宮市（現さいたま市）に移り、首都圏の画廊で個展を開催。その後も精力的に制作活動に取り組んだ。
2009年8月8日、他界。
北海道立旭川美術館、北海道立近代美術館、埼玉県立近代美術館などが作品を所蔵する。